# Emboscada de Hebrón (2002)
La emboscada de Hebrón tuvo lugar en el barrio de Jabel Jawal de la ciudad palestina de Hebrón, en Cisjordania, el 15 de noviembre de 2002. Miembros de las fuerzas armadas israelíes se vieron sometidos a un doble ataque organizado por tres milicianos de la Yihad Islámica palestina. La emboscada se produjo en un estrecho callejón a las afueras del paso que lleva de la puerta sur del asentamiento israelí de Kiryat Arba hasta la Tumba de los Patriarcas en Hebrón. En el enfrentamiento murieron doce militares israelíes: 4 soldados, 5 policías de fronteras y 3 guardias de seguridad israelíes, incluidos tres militares de alto rango, así como los tres atacantes palestinos. Además, quince militares israelíes resultaron heridos, cuatro de ellos de gravedad.

## Terminología
En Israel, la batalla recibió el nombre de"El ataque de la ruta de los devotos" (en hebreo: הפיגוע בציר המתפללים.
).El lugar donde se produjo el ataque pasó a conocerse como el "Callejón de la Muerte" tanto en hebreo como en árabe. La emboscada fue bautizada inicialmente como la "masacre del Sabbath" (en hebreo: טבח השבת‎:) por los portavoces israelíes.

## El ataque

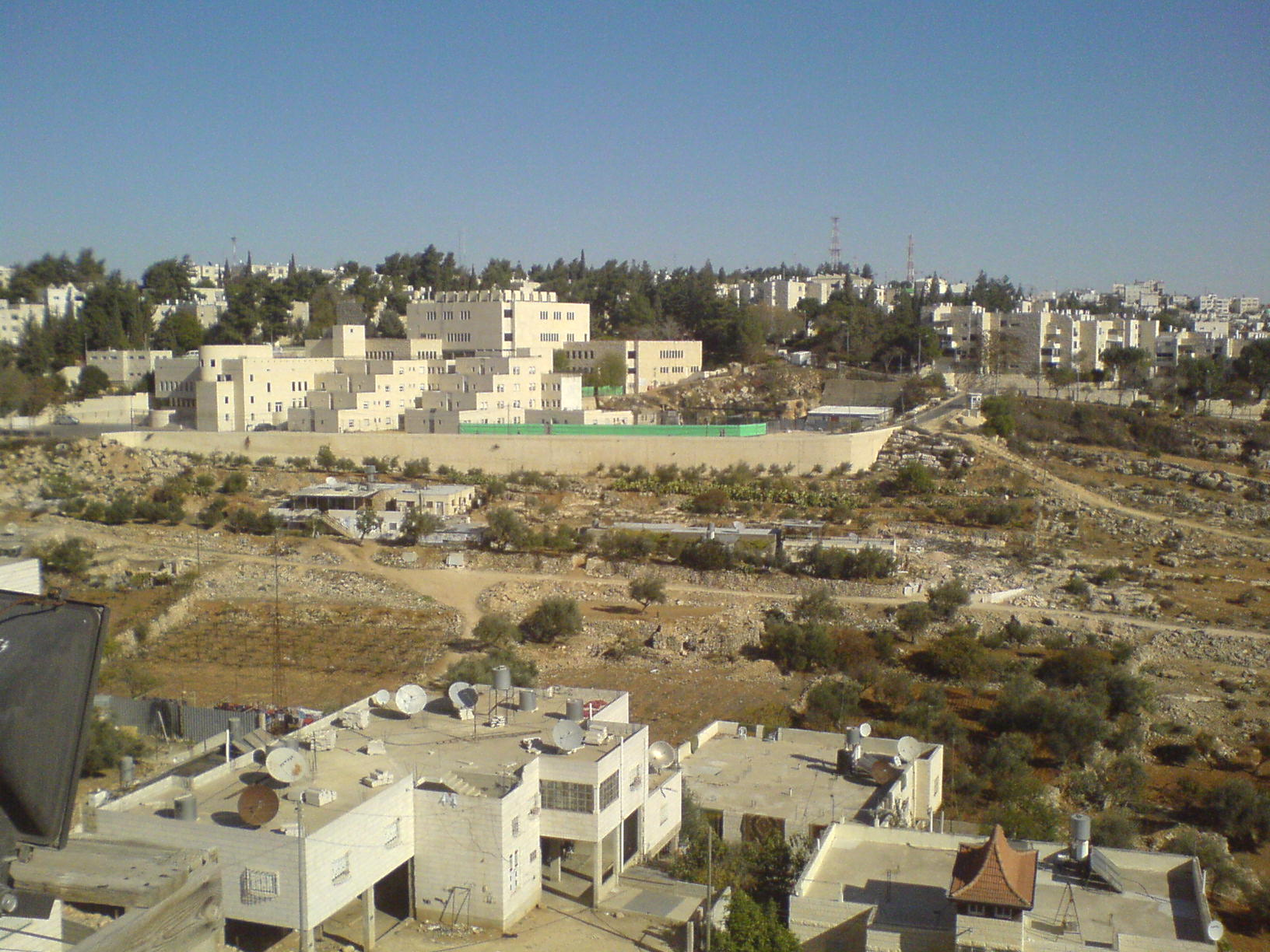
Asentamiento israelí de Kiryat Arba, a las afueras de Hebrón (Cisjordania, Palestina).

Uno de los milicianos se colocó en el tejado de las casas palestinas ubicadas cerca de la salida del asentamiento de Kiryat Arba que lleva a Hebrón, mientras que los otros dos milicianos se apostaron en tejados más bajos, cerca de un estrecho callejón junto a la carretera que usan los colonos de Kiryat Arba para ir a la Tumba de los Patriarcas a rezar.
Cuatro soldados israelíes de la Brigada Nahal, acompañados de jeeps de la Policía de Fronteras de Israel, se disponían a abandonar la Ruta de los Devotos tras haber patrullado la zona. Otros dos soldados de la misma brigada se encontraban en un puesto de observación cercano y muchos otros soldados israelíes estaban posicionados cerca de la salida de Kiryat Arba.
Un grupo de colonos de Kiryat Arba acababa de visitar la Tumba de los Patriarcas en Hebrón para las oraciones del shabaty fueron escoltados hasta el asentamiento por ejército israelí. Unos minutos después de que sonara la señal de todo despejado, que indicaba que todos los colonos habían regresado sin incidentes a Kiryat Arba, los milicianos de la Yihad Islámica dispararon las primeras balas.

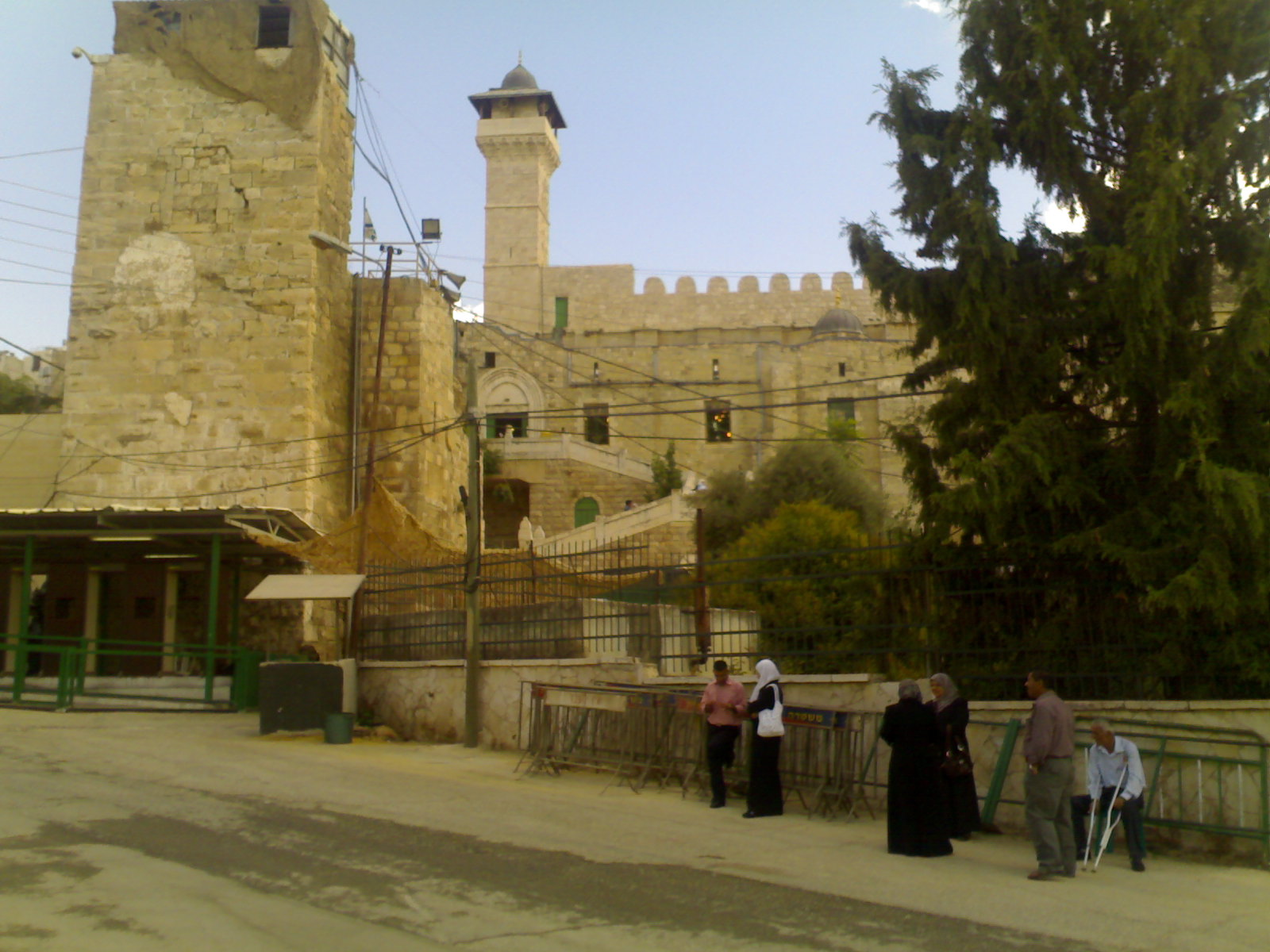
Mezquita Ibrahimi, construida sobre la Tumba de los Patriarcas (Hebrón).

Poco después de las 19:00, los milicianos palestinos abrieron fuego simultáneamente contra un grupo de cuatro soldados que vigilaba la puerta sur de Kiryat Arba y contra una patrulla que pasaba por el estrecho callejón que lleva de la Tumba de los Patriarcas a Kiryat Arba. De los soldados de la patrulla, dos murieron en ese momento, uno resultó herido grave y otro herido leve. Un soldado en el callejón murió instantáneamente y otro resultó herido. Un médico militar murió intentando evacuar a los heridos.
Los milicianos palestinos fueron variando su posición frecuentemente durante las más de 4 horas que duró la batalla, creando la impresión de que había muchos más milicianos en la zona. Pronto atrajeron a los policías de fronteras israelíes hacia un estrecho callejón cercano a la Ruta de los Devotos, conocido desde entonces como el Callejón de la Muerte.
En el callejón, un miliciano palestino saltó al jeep de la policía de fronteras, que estaba acorazado, y probablemente abrió la puerta, matando a tres policías e hiriendo gravemente a otro. El superintendente de la Policía de Fronteras Samih Sweidan llegó unos minutos después y condujo inmediatamente hacia el callejón para enfrentarse a los milicianos palestinos y evacuar a los heridos. El atacante palestino repitió el procedimiento, matando al instante a Sweidan y a su conductor. Mientras, uno de los heridos en el callejón moría a consecuencia de las heridas recibidas. Pocos minutos después abatieron a un quinto soldado. Los muertos y heridos quedaron esparcidos por el callejón.
Alrededor de las 19:15, los milicianos palestinos cesaron los disparos creando la impresión de que habían huido. En ese momento, el comandante de la Brigada de Hebrón del ejército israelí, el coronel Dror Weinberg, llegó a la zona del tiroteo. Rápidamente organizó un grupo de tres jeeps y se adentró en el callejón. Weinberg avanzó a pie y, cuando llegó a la altura del jeep de Sweidan, fue alcanzado en el pecho por una bala y quedó herido grave. Murió de sus heridas minutos después, convirtiéndose en el oficial israelí de más alto rango muerto durante la Segunda Intifada.

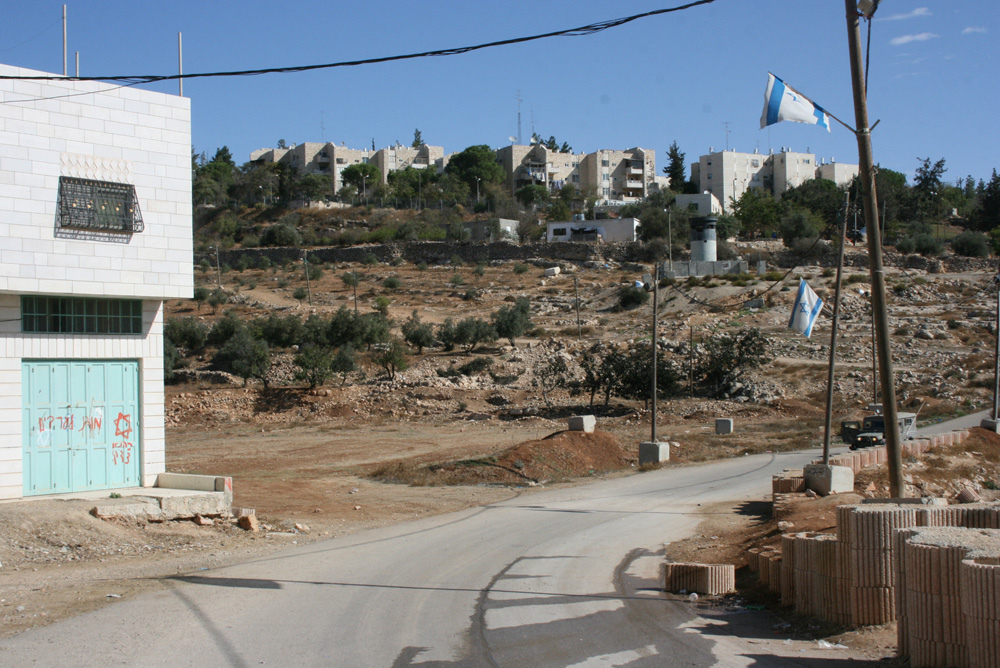
Una de las carreteras solo para judíos que dan acceso a Kiryat Arba.

Antes de ser herido, el coronelWeinberg había contactado con el servicio de seguridad de los colonos, el Equipo de Respuesta de Emergencia de Kiryat Arba. Alrededor de las 19:40, el líder del equipo de respuesta, Yitzhak Buanish, se adentró en el callejón junto con una fuerza que consistía en los hombres del propio Buanish y soldados de la Policía de Fronteras. Como en todos los anteriores intentos de rescate, fueron emboscados. Buanish y dos guardias de seguridad más murieron y otros cinco resultaron heridos. Un lugarteniente del ejército israelí llegó en un vehículo acorazado al callejón, sacó la cabeza para localizar a los tiradores y fue inmediatamente abatido. Otros dospolicías de fronteras fueron también abatidos en esta intentona fallida. Probablemente, uno de los tres milicianos palestinos murió también en este momento, aunque otras versiones afirman que habría muerto al comienzo de la batalla.
A las 19:50el ejército israelí se introdujo en el callejón con vehículos blindados y empezó enfrentarse a los palestinos. El tiroteo continuó hasta las 20:15, cuándo los palestinos dejaron de devolver los disparos y los soldados muertos y heridos pudieron ser evacuados. Sin embargo, la batalla comenzó de nuevo.
El ejército israelí fue restaurando gradualmente el control de la situación tras la llegada de refuerzos y el envío de oficiales. El teniente coronel Eran, líder de laBrigadaNahalen Hebrón, así como soldados de la unidad de éliteDuvdevan, se dirigieron rápidamente hacia Hebrón desde Ramala, subieron a los tejados y rodearon a los dos milicianos palestinos restantes y los abatieron. Esto ocurrió cerca de las 23:30, más de cuatro horas después del comienzo del ataque.

## Los milicianos palestinos
El ataque fue llevado a cabo por tres miembros de lasBrigadas Al-Quds, el ala militar de la Yihad Islámica Palestina. Según una declaración oficial de las Brigadas Al-Quds, el ataque fue un acto de represalia por el asesinato israelí del dirigente de la Yihad Islámica Iyad Sawalha, abatidoen Yenín esa misma semana, así como por "otros crímenes contra nuestro pueblo". Según Israel, Sawalha era responsable de dos ataques suicidas que ocasionaron la muerte de 31 israelíes.
Los tres milicianos eran todos veinteañeros y estaban matriculados como alumnos de ingeniería en laUniversidad Politécnica de Palestinaen Hebrón.Según fuentes palestinas, habían preparado la emboscada durante más de dos meses, explorado la zona del ataque exhaustivamente y estudiado los patrones de seguridad israelí a lo largo de la carretera entre la Tumba de los Patriarcas y Kiryat Arba. La operación estaba planteada como un ataque suicida y los participantes habían escrito sus testamentos. Junto a cada uno de ellos se encontraron rifles M16, granadas de mano y al menos ocho cargadores de balas.

## Respuesta israelí
Al día siguiente, el ejército israelí hizo redadas en los autobuses de la ciudad, detuvo y vendó los ojos a 43 jóvenes palestinos. Los bulldozers del ejército israelí demolieron las tres casas sobre cuyos tejados habían disparado los milicianos palestinos, así como el olivar en el que la patrulla de cuatro soldados había sido atacada. La zona de Hebrón que había estado administrada por la Autoridad Nacional Palestina fue reocupada por las tropas israelíes, que impusieron un toque de queda de seis meses en la ciudad.Según la ONG israelí B'Tselem, la imposición de un toque de queda no estaba "relacionada con el intento de arrestar a los palestinos responsables del tiroteo o de impedir el tiroteo" sino que fue un "castigo colectivo de una población de civil inocente". Docenas de jóvenes palestinos fueron detenidos.El ejército israelí demolió cuatro hogares palestinos.
Dos días después de la batalla, el primer ministro israelí Ariel Sharon dijo a los comandantes del ejército israelí en Hebrón que "la oportunidad que ahora se nos presenta tras el ataque (...) debe ser explotada para establecer una nueva realidad sobre el terreno",creando una "continuidad territorial entre el asentamiento de Kiryat Arba y la sección judía de Hebrón". Sharon también dijo los oficiales que "el ejército tiene que crear una situación que garantice la seguridad de los judíos que viven en la ciudad dividida y reducir hasta el mínimo la presencia de palestinos en el área que habitan los colonos."
El alcalde de Kiryat Arba, Zvi Katsover, pidió al gobierno "limpiar la zona de arriba abajo" destruyendo cientos de hogares palestinos a lo largo de la carretera que conecta su asentamiento con Hebrón. El Consejo de Kiryat Arba y el consejo de colonos del enclave en manos judías de Hebrón anunciaron un plan para construir 1.000 viviendas entre Kiryat Arba y la Tumba de los Patriarcas. El Ministro de Alojamiento y Construcción israelí Natan Sharansky apoyó este plan y ordenó a los trabajadores de su ministerio analizar la posibilidad de expropiar terrenos palestinos en la ciudad y utilizarlas para alojar a judíos.

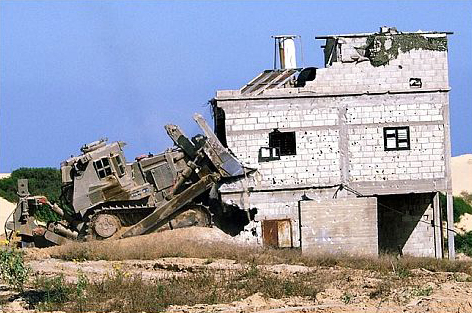
Bulldozer del ejército israelí demoliendo un hogar palestino.

El 29 de noviembre de 2002, el ejército israelí proclamó el "Decreto Número 61/02/T para Expropiar Propiedad", con el propósito a expropiar una zona de unos 8,2 dunam (unas 0,82 hectáreas) en Hebrón y crear un corredor de entre 6 y 12 metros de ancho que enlazase el asentamiento judío en Hebrón con Kiryat Arba. Entre las muchas viviendas palestinas a demoler se encontraban 22 catalogadas como de valor arquitectónico e histórico en la Ciudad Vieja de Hebrón. Según la administración estadounidense y fuentes israelíes, el objetivo de la expropiación de tierras palestinas y la construcción del paseo era establecer una contigüidad territorial entre Kiryat Arba y el enclave judío de Hebrón. Esta orden militar fue llevada ante el Tribunal Supremo de Israel. La solicitud de detención de las obras fue rechazada poreste tribunal después de que el ejército israelí declarase que solo derribaría dos casas palestinas de valor arquitectónico e histórico. En agosto de 2004, el ejército israelí destruyó tres de estos 22 edificios originalmente considerados para la demolición y dañó otros once en el proceso.

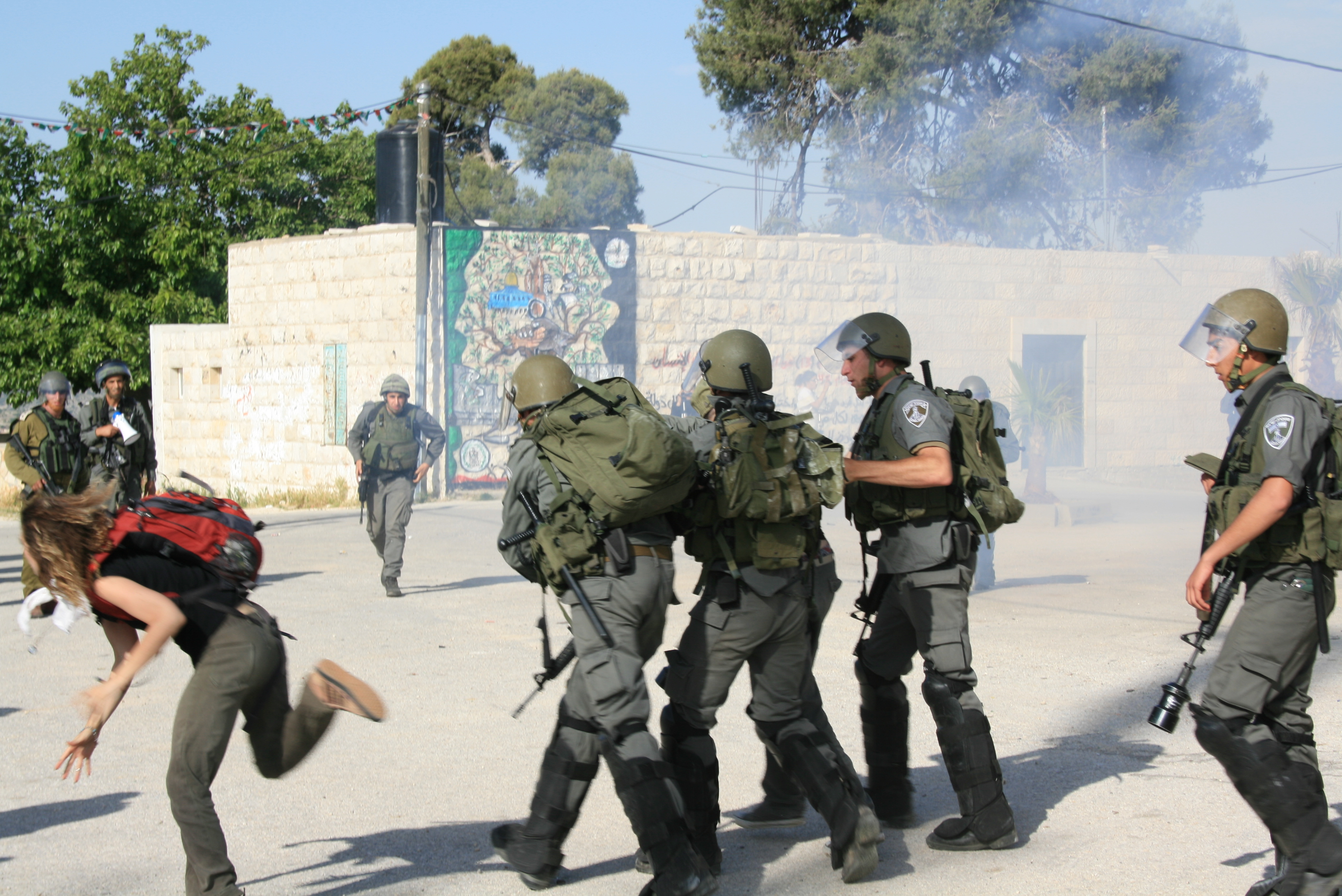
Policía de fronteras israelí durante una manifestación en Nabi Saleh (Cisjordania, Palestina).

Hubo numerosos informes sobre la excesiva brutalidad de los soldados israelíes y, especialmente, de lapolicías de fronterasisraelí contra la población de civil palestina en Hebrón.El 30 de diciembre, para celebrar sus últimos días en Hebrón, una patrulla de la policía de fronteras secuestró a Alaa Sankrot, de 20 años, le golpearon con un hacha mientras uno de ellos tomaba fotos y le dejaron malherido. Poco después repitieron la acción con Hamza Rajabi, de 22 años, al que además robaron 150 séquels. A una tercera víctima la metieron en el jeep y le ordenaron que saltase cuando iba a gran velocidad, pero sobrevivió y se alejó cojeando de la escena. Por último, secuestraron a un adolescente palestino de 17 años llamado Imran Abu Hamadiya y le obligaron a saltar del jeep a 80 kilómetros por hora; al negarse, le empujaron y vieron como se golpeaba la cabeza contra el suelo, dejándole malherido. El cadáver de Imran Abu Hamadiya fue encontradoveinte minutos más tarde en la zona industrial de Hebrón.Al principio, losportavoces de la policía de fronteras negaron cualquier implicación en estos hechos. Después de una investigación, cuatro policías de fronteras fueron arrestados y condenados a penas de entre 4 y 6 años y medio. Según The Independient,la unidad se especializó en una forma especialmente cruel de persecución. Elegían a sus víctimas aleatoriamente y les obligaban a participar en unamacabra lotería en la que tenían que elegir un trozo de papel que determinaba la naturaleza concreta del castigo: "romperte la mano, partirte el cráneo, golpearte hasta la muerte, tirarte de un jeep a 120km/h y mejor suerte a la siguiente."
El diario israelí Haaretz informó en abril de 2003 de que al menos 30 investigaciones distintas de Asuntos Internos se estaban desarrollando contra la actuación de los policías de fronteras israelíes en Hebrón, entre las que se incluían denuncias por abusos físicos, palizas, humillaciones y saqueo.

## Reacciones y cobertura mediática

### Reacciones y cobertura iniciales
Al principio, los portavoces oficiales israelíes describieron la batalla como una masacre de colonos civiles israelíes que regresaban de su oración del shabat.Gilad Millo, portavoz del Ministerio de Asuntos Exteriores Israelí, denominó el ataque como la "masacre del shabat" en unas declaraciones en las que afirmó que "esta masacre del shabat es la segunda vez en una semana que civiles inocentes han sido asesinados sin motivo bien en sus camas, bien en su camino hacia la oración. Ningún proceso político puede enraizar mientras estas atrocidades continúan siendo perpetradas por terroristas."El entoncesministro de Asuntos Exteriores israelíBenjamin Netanyahupublicóuna declaración que decía: "El ataque a sangre fría contra civiles cuyo único "pecado" era haber ido a un sagrado lugar de adoración en vísperas del shabat judío y contra aquellas personas encargadas de protegerles -como ha pasado esta noche en Hebrón - es uno de los actos más despreciables que se pueden imaginar."
Uzi Landau, ministro de Seguridad Pública, pidió el desmantelamiento de laAutoridad Nacional Palestina y declaró: "Necesitamos no sólo atrapar los mosquitos sino también secar la ciénaga". Avigdor Lieberman declaró que Yasser Arafat debía ser detenido o asesinado. Sin embargo,Arafat no pudo ser exiliado debido a la presión internacional. Benjamin Netanyahu demandó reocupar todo el territorio palestino y llevar a cabo una limpieza en él, y retirarse solo después de la conclusión del muro israelí de separación. El Ministro de Alojamiento y Construcción Natan Sharanskyafirmó que trabajaba en un plan detallado que incluiría la expropiación de propiedades de palestinos, mientras que el ministro de Turismo Yitzhak Levy ordenó a su ministerio acelerar la preparación de un "paseo turístico" entre Kiryat Arba y la Tumba de los Patriarcas.
Los medios de comunicación internacionales y los líderes mundiales creyeron inicialmente la descripción israelí de los acontecimientos. LaCNN usó el término "masacre del Shabat" en su página web, escribiendo que los milicianos palestinos habían "emboscado a un grupo de judíos israelíes cuando volvían a casa de sus oraciones".

### Reacciones y cobertura posterior
ElChicago Tribuneinformó inicialmente de que la emboscada palestina había tenido como objetivo tanto colonos como soldados. Al día siguiente publicó una retractación con el título "los pistoleros dispararon a soldados, no a colonos". Oficiales del ejército israelí confirmaron posteriormente que solo habían resultado heridos en la emboscada soldados o personal de seguridad. El portavoz del ejército Yoni Schoenfeld confirmó al Chicago Tribune que ninguno de los colonos que volvieron a Kiryat Arba ese día había resultado herido o muerto. El israelí diario Haaretz escribió dos días después del ataque que "la exitosa "voltereta" del Ministerio de Asuntos Exteriores sobre el ataque de la Yihad Islámica en Hebrón (...) duró solo unas pocas horas." El ataque no fue una masacre, y las víctimas israelíes no fueron "pacíficos fieles judíos", sino soldados armados que estaban más o menos entrenados y que murieron en combate.
The Christian Science Monitorescribió unos cuantos días después de la batalla que "según van filtrándose los detalles sobre el enfrentamiento, se parece menos a una "masacre del shabat", como fue descrita inicialmente, y más a un fracaso militar de los israelíes". Matan Vilnai,un general israelí retirado y un prominente líder del Partido Laborista de Israel, afirmó: "No fue una masacre, fue una batalla."
La revista del Sindicato Sueco de Periodistas "Journalisten" escribió que Israel a menudo trataba de encubrir las víctimas militares de los ataques palestinos. Los diarios suecos no publicaban retractaciones incluso cuando las versiones iniciales de los incidentes evitaban mencionar que las víctimas israelíes eran soldados. La revista menciona cuatro incidentes de este tipo tan solo entre 2002 y 2003, incluida la emboscada de Hebrón. Los otros incidentes denunciados en el artículo eran la muerte de tres soldados israelíes al sur de Hebrón el 23 de enero de 2003, la muerte de tres soldados el 19 de octubre de 2003 y otros tres soldados más muertos en Netzarim el 23 de octubre de 2003. En todos estos casos los medios de comunicación suecos sólo se refirieron a "israelíes" asesinados, lo que llevaba a creer que eran civiles. En la mayoría de los casos, los principales medios de comunicación suecos no corregirían la información incluso cuando la identidad de las víctimas quedaba clara.

### Reacciones internacionales
El 15 de noviembre, el mismo día del ataque, el Portavoz del Secretario General de la ONU Kofi Annandio por buena la versión israelí y condenó "el despreciable ataque terrorista (...) que hoy ha matado a 10 fieles judíos en su camino a la oración del shabat por la noche (...) un acto terrorista contra civiles israelíes". El 19 de noviembre, este mismo Portavoz del Secretario General dijo: "la información que teníamos disponible cuando fue realizada la declaración era que las víctimas eran civiles israelíes que volvían de un servicio religioso (...)Posteriormente, parece que las víctimas israelíes eran de hecho soldados y personal de seguridad".
El 16 de noviembre, el Secretario de Estado de los Estados Unidos Colin Powell condenó en los términos más fuertes posibles "el impactante y reprehensible ataque contra fieles judíos (...) ametrallados cuando volvían de la plegaria del shabat".
El American-Arab Anti-Discrimination Committee(ADC) protestó contra estas y otras declaraciones similares en un artículo publicado el 18 de noviembre que denunciaba que estaban basados en un relato falso de los acontecimientos. La organización describió la versión israelí oficial de la batalla como "ficción absoluta" y "engaño deliberado". Ningún fiel judío o civil resultó herido en el ataque. LaADC también pidió a los medios de comunicación estadounidenses que "en el futuro traten todas las afirmaciones israelíes con el debido escepticismo".
En la prensa árabe hubo consenso en torno a la idea de que la emboscada había sido un "acto legítimo de resistencia contra la ocupación israelí". Los diarios árabes recalcaron que el objetivo del ataque habían sido soldados o colonos armados y que ningún civil israelí había resultado herido. El diario jordano Ad-Dustour acusó a Israel de engañar al mundo afirmando que las víctimas del ataque eran fieles civiles. El diario de los Emiratos Árabes Unidosal-Khaleej denunció la hipocresía de los líderes de la comunidad internacional que condenaron una legítima operación de guerrilla como un acto terrorista.

## Víctimas
Brigadas Al-Quds:
- Akram 'Abd al-Muhsen al-Hinuni, 20, de Hebrón.
- Walaa' Hashim Da'ud Surour, 21, de Hebrón.
- Dhiyab Muhammad ‘Abd al-Mu'ti al-Muhtasib, 22, de Hebrón.

Ejército israelí:
- CoronelDror Weinberg (Comandante de la brigada de Hebrón), 38, de Jerusalén.
- Teniente Dan Cohen, 22, de Jerusalén.
- SargentoIgor Drobitsky, 20, de Nahariya.
- CaboDavid Marcus, 20, de Ma'aleh Adumim.

Policía de fronteras israelí:
- SuperintendenteSamih Sweidan (Jefe de Operaciones de la unidad de la Policía de Fronteras de Hebrón), 31, de Arab al-Aramshe
- SargentoTomer Nov, 19, de Ashdod.
- SargentoGad Rahamim, 19, de Kiryat Malachi.
- SargentoNetanel Makhlouf, 19, de Hadera.
- SargentoYeshayahu Davidov, 20, de Netanya.

Guardias de seguridad de Kiryat Arba:
- Yitzhak Buanish (líder del Equipo de Respuesta de Emergencias de Kiryat Arba), 46, de Kiryat Arba.
- Alexander Zwitman, 26, de Kiryat Arba.
- Alexander Dohan, 33, de Kiryat Arba.

## Consecuencias
La conducta del ejército israelí durante la emboscada de Hebrón le supuso duras críticas. Muchos colonos culparon de la muerte de los tres guardias de seguridad de Kiryat Arba a la "cobardía" de los soldados del ejército israelí. Tres oficiales israelíes fueron expulsados de sus puestos en diciembre de 2002 por sus errores en la emboscada de Hebrón. La muerte de varios oficiales de alto rango creó un "vacío en la línea de mando" que los oficiales restantes fueron incapaces de rellenar, creando "una situación en la que la toma de decisiones quedó en manos de civiles (los colonos locales)". Además, la investigación del ejército israelí sobre la batalla llegó a la conclusión de que hubo una serie de errores entre los que destacarían la poca atención dada a localizar a los tiradores, el hecho de que los jeeps se adentrasen en el callejón con las luces encendidas y la falta de preparación y de coordinación de las distintas fuerzas presentes en el escenario de la batalla.
En el lugar de la batalla se levantó el asentamiento ilegal Giborim(en hebreo, מאחז הגיבורים) -todos los asentamientos en territorio ocupado son ilegales según el derecho internacional, pero algunos lo son también según el derecho israelí-. Originalmente contenían tan solo un pequeño número de estructuras temporales y tiendas de campaña para alojar a los jóvenes y las familias que exigían la construcción de un barrio en memoria de los muertos en combate. Este asentamiento ilegal fue evacuado por el ejército israelí treinta días después de la emboscada. Desde entonces, la zona ha sido declarada como "área militar cerrada".
Los tres miembros del Equipo de Respuesta de Emergencias, que trabajaban a tiempo completo como guardias de seguridad, recibieron funerales militares "debido a su implicación en la seguridad de Hebrón". Un mes después del incidente, los tres guardias de seguridad fueron formalmente reconocidos por el Ministerio de Defensa israelí como "soldados caídos en combate."

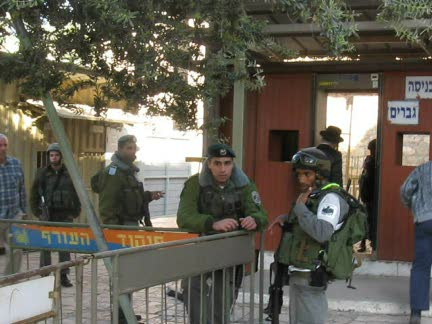
Soldados israelíes apostados en la entrada de la Tumba de los Patriarcas.

El 12 de diciembre, un miliciano palestino de Hamás se acercó a dos policías militares israelíes de la unidad Sahlav que hacían guardia en la puerta de la Tumba de los Patriarcas (llamada la mezquita Ibrahimi por los musulmanes) y les disparó a quemarropa. Los dos soldados murieron, siendo una de ellas la primera mujer soldadodel ejército israelí en morir durante la Segunda Intifada. El ejército israelí destruyó cinco hogares palestinos en la zona. Los medios de comunicación informaron inicialmente de que dos "personas" o dos "israelíes" habían sido abatidos, sin mencionar que ambas víctimas eran soldados del ejército israelí.
El 27 de diciembre, cuatro alumnos de una yeshivá, dos de ellos soldados del ejército israelí, murieron en un ataquecontra el asentamiento de Otniel, al sur de Hebrón. El ataque fue llevado a cabo por la misma unidad de la Yihad Islámica que había realizado la emboscada de Hebrón. El hecho que dos de las víctimas eran soldados no fue mencionado por los medios de comunicación.
En agosto de 2003,Muhammed Sidr, descrito por fuentes israelíes como el líder de la Yihad Islámica en Hebrón, fue asesinado durante una operación del ejército israelí en dicha ciudad.
Un mes más tarde,Majid Abu Dosh fue asesinado en circunstancias similares a las afueras de Hebrón. Según Haaretz, Abu Dosh estaba "considerado el "oficial de operaciones" de la Yihad Islámica en la zona de Hebrón y mano derecha de Mohammed Sidr.
En diciembre de 2003,Nour Jaber, también descrito como jefe de la Yihad Islámica en Hebrón, fue condenado a 17 cadenas perpetuas por su papel en la emboscada de Hebrón y en el ataque contra la yeshivá del asentamiento de Otniel.
Fuentes palestinas confirman que Jaber tuvo relación con la planificación de la emboscada. Una página web relacionada con la yihad islámica ensalzaba a los atacantes mencionando, aparte de los tres milicianos muertos, a Jaber, que era descrito como "el planificador" de la operación. No se hacía mención alguna de la supuesta participación de Mohammed Sidr o de Maijd Abu Dosh en la planificación o ejecución del ataque.